# Wikipédia en cachemiri
Wikipédia en cachemiri (en cachemiri : کٲشُر وِکیٖپیٖڈیا, Kạ̄śur vikipīḍiyā) est l'édition de Wikipédia en cachemiri (également appelé koshur), langue appartenant à la branche indo-iranienne de la famille des langues indo-européennes parlée au Cachemire en Inde et au Pakistan. L'édition est lancée en juillet 2003 et dans les faits en septembre 2004. Son code est : ks. 
Au 20 mars 2025, l'édition en cachemiri contient 6 549 articles et compte 12 186 contributeurs, dont 33 contributeurs actifs et 2 administrateurs.

## Présentation

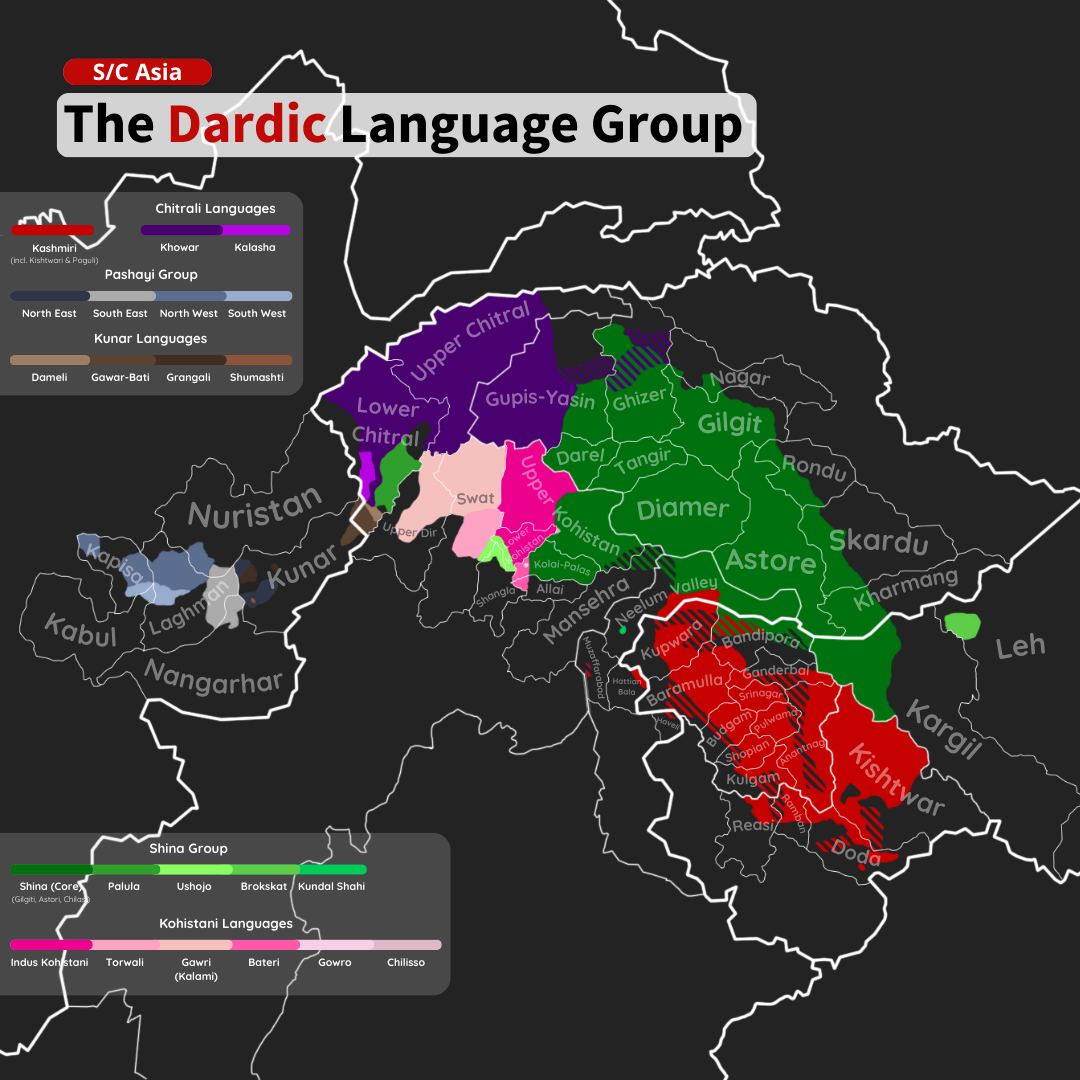
Aire de diffusion du cachemiri et des langues dardes en Inde et au Pakistan.

## Statistiques
- Le 3 janvier 2005, l'édition en cachemiri atteint 319 articles[3].
- Le 1 janvier 2006, elle atteint 331 articles[4].
- Le 29 novembre 2021, elle atteint 1 000 articles.
- Le 8 août 2024, elle contient 5 369 articles et compte 11 496 contributeurs, dont 18 contributeurs actifs et 2 administrateurs.
- Le 20 septembre 2024, elle contient 5 502 articles et compte 11 632 contributeurs, dont 22 contributeurs actifs et 2 administrateurs.